# Vitória das Missões
Vitória das Missões est une municipalité brésilienne située dans l'État du Rio Grande do Sul.